# Surexposition aux écrans chez les jeunes
La surexposition aux écrans chez les jeunes est la constatation, relevée par des études scientifiques, des effets de technologies vidéo et de la télématique (voir NTIC) sur le développement cognitif et affectif de cette population.
Ces troubles ont été mis en évidence par des professionnels de santé, tels que des pédiatres et neurologues, et font craindre aux parents un retard de développement intellectuel ainsi que la possibilité de troubles du comportement, avec des effets neuro-développementaux de long terme, ainsi qu'une perte des liens sociaux.
Les problèmes de santé communément associés regroupent le trouble des fonctions exécutives, le trouble oppositionnel avec provocation, les problèmes d'attention, les troubles du sommeil et l'obésité.

## Historique

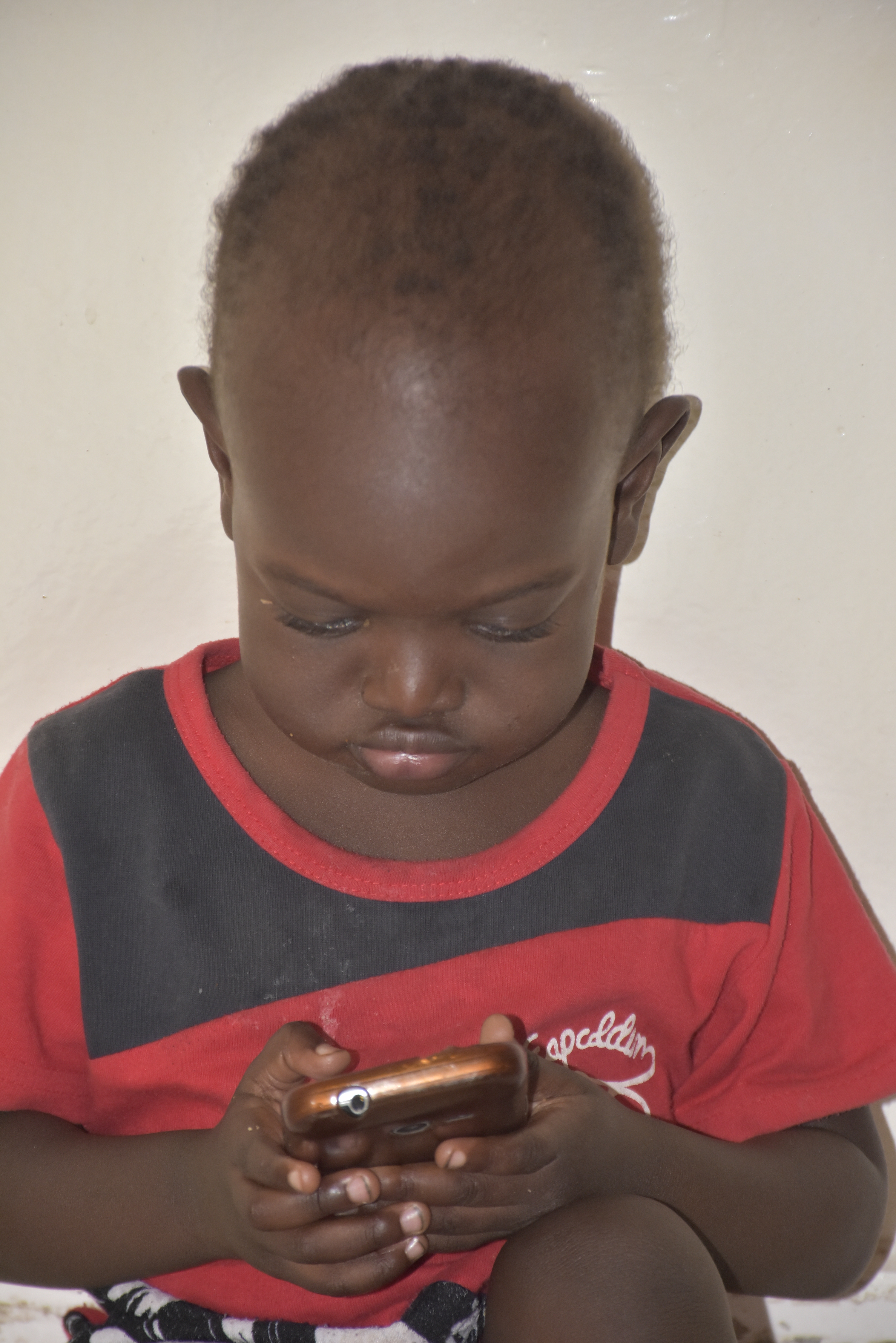
Très jeune enfant fasciné par le téléphone de sa mère (Sénégal).

En 2008, le psychiatre Serge Tisseron propose la règle du « 3-6-9-12 »[Quoi ?] afin d'aider les parents à réguler l'usage des écrans chez les jeunes enfants.
En 2010, Michel Desmurget, chercheur en neurosciences à l'INSERM, regroupe dans son livre TV Lobotomie : la vérité scientifique sur les effets de la télévision, une compilation de centaines d'études au sujet des effets délétères de la télévision sur les capacités intellectuelles de l'enfant et la société.
Le 31 mai 2017, une tribune signée par des professionnels de santé dans le journal Le Monde alerte sur les effets d'une exposition massive des enfants de moins de trois ans à divers dispositifs vidéo : smartphones, tablettes, ordinateurs, consoles, télévisions.
Le Manuel d'aide au diagnostic des maladies de l'Organisation mondiale de la santé, à sortir en 2018, reconnaîtra l'addiction aux jeux vidéo.

### Syndrome de l'écran électronique
Dans son livre intitulé Reset your child's brain, Victoria Dunckley, praticienne de la psychiatrie intégrative infantile en Californie, caractérise le syndrome de l'écran électronique (electronic screen syndrome) comme un trouble de la dérégulation des mécanismes du cerveau, dans lequel le système nerveux est l'objet d'un phénomène d'hyper-stimulation chronique. Les caractéristiques principales de ce syndrome sont les problèmes de concentration, l'irritabilité et le comportement oppositionnel et désorganisé.
Un enfant n'a pas besoin d'être sous l'emprise d'une addiction pour être concerné, puisqu'il suffit d'une courte exposition régulière à des technologies telles que l'Ipad (tablette tactile). La dérégulation de la mélatonine est susceptible de déranger l'horloge biologique et de provoquer des troubles du sommeil. L'exposition régulière à des taux élevés de stress induits par les écrans est accusée de causer des dérangements hormonaux et d'induire une prise de poids ainsi qu'une haute pression sanguine.
Le stress chronique, qui inclut le stress électronique, est accusé de provoquer une dérégulation du flux sanguin dans le lobe frontal. La fonction du lobe frontal étant de gouverner la régulation émotionnelle, l'attention, le contrôle des impulsions ainsi que la compétence sociale, un dysfonctionnement peut résulter en une imitation des symptômes d'autres conditions neurodéveloppementales telles que le trouble de déficit de l'attention avec hyperactivité (TDAH) ou la bipolarité (voir trouble bipolaire pédiatrique).
La hausse du taux de dopamine durant les périodes de temps-écran est quant à elle liée à une hyper-sensibilisation à ce neurotransmetteur, en même temps qu'une désensibilisation sur le long terme. Un taux trop élevé de dopamine à certains moments peut occasionner des phénomènes de troubles compulsifs ou de tics, tandis qu'un taux trop bas peut induire des périodes de dépression ou une difficulté à se concentrer.
Victoria Dunckley évoque des cas de chronicisation de l'usage des écrans entraînant une dérégulation régulée par le temps-écran contre laquelle des mesures de protection doivent être prises. Sont mentionnés l'exercice physique, le temps passé en compagnie d'un parent, des horaires de coucher réguliers et les tâches ménagères quotidiennes. L'usage des produits de hautes technologies doit être considéré comme un privilège et non un droit, et peut être retiré à tout moment : la santé des fonctions exécutives du cerveau des jeunes doit être contrôlée, puisque celle-ci détermine la capacité à planifier, à obtenir de bons résultats à l'école et à réaliser des tâches professionnelles complexes. Elle mentionne aussi l'adolescence comme une période critique du développement du lobe frontal, pendant laquelle les connexions cérébrales superflues sont abandonnées.
Le jeûne électronique apparaît comme le meilleur moyen de résoudre les troubles en question, et les outils technologiques doivent être réintroduits en prêtant attention aux signes de dérégulation : chutes des résultats scolaires, comportement irrespecteux, inaptitude à suivre des directives.
Victoria Dunckley mentionne la phrase « le médium c'est le message » (the medium is the message) issue du philosophe des médias Marshall Mac-Luhan, faisant référence à la distinction élaborée par celui-ci notamment dans son ouvrage Pour comprendre les médias entre médias « chauds » et « froids » (hot et cool). Chez Mac Luhan, il était en effet question des médias froids comme étant de plus basse définition et nécessitant davantage de participation et d'interaction de la part du spectateur, de l'auditeur ou de l'utilisateur. Pour Dunckley, peu importe le contenu véhiculé par le média. Il est question pour elle de l'influence de l'industrie de la technologie, qui a intérêt à fabriquer des écrans interactifs, augmenter la vitesse d'interaction, amplifier les stimuli auditifs et visuels destinés à captiver l'utilisateur, ainsi qu'influencer les circuits de la récompense dans le cerveau.

## Controverses
Le lien entre la surexposition aux écrans et le retard du développement a été critiqué par le psychologue et psychanalyste Yann Leroux, en raison de la faiblesse du niveau de preuves développé. L'usage du terme d'« addiction » afin de parler d'une utilisation excessive de jeux vidéo est remis en cause par l'INSERM et l'Académie des sciences.

### Exposition médiatique
Le magazine Arrêt sur images souligne des problèmes dans la médiatisation de l'effet de la surexposition aux écrans ; en effet, dans les reportages régulièrement diffusés par les grands médias (Zone interdite en septembre 2023, Envoyé spécial en 2018), le contexte dans lequel évolue l'enfant décrit comme surexposé aux écrans n'est pas suffisamment abordé, ce qui ne devrait pas permettre d'établir un lien de causalité entre l'arrêt total d'une exposition aux écrans et la progression relationnelle et langagière de l'enfant, cette relation n'étant pas soutenue par des preuves scientifiques.

### Articles de presse
- [Collectif 2017] Collectif, « La surexposition aux écrans est un enjeu majeur de santé publique », Le Monde, 31 mai 2017
- [Feertchak 2016] Alexis Feertchak, « Michel Desmurget : « La télévision nous coûte presque trois ans d'espérance de vie » », Le Figaro, 26 octobre 2016
- [Quenet 2018] Marie Quenet, « Boris Cyrulnik : pas d'ordinateur ni de tablette pour les moins de six ans », Europe 1, 24 mars 2018
- [Domenjoz 2020] Jean-Claude Domenjoz, « Surexposition aux écrans des jeunes enfants: enjeu de santé publique et défi pour les droits de l’enfant », Education aux médias et à l’information [blog], 30 juin 2020